# Flugplatz San Luis (Menorca)

i8
i11
i13
Der Flugplatz San Luis (bis 1965 Flughafen San Luis, 1965–1969 Flughafen Mahón, spanisch Aeródromo de San Luis, ICAO-Code: LESL) war bis 1969 der internationale Verkehrsflughafen der Baleareninsel Menorca. Wegen des steigenden Verkehrsaufkommens stieß der Flughafen an seine Kapazitätsgrenzen und wurde durch den heutigen Flughafen Menorca ersetzt.
Heute dient der Flugplatz San Luis der allgemeinen Luftfahrt und dem Freizeitflugverkehr. Jährlich werden etwa 3000 Flugbewegungen verzeichnet.

## Geschichte
Der Aerodromo de San Luis wurde 1936 errichtet und während des spanischen Bürgerkrieges als Feldflugplatz des spanischen Militärs Ejército del Aire genutzt. Als erstes Flugzeug landete damals eine Fiat CR.42 Falco, ein von Palma de Mallorca kommender Doppeldecker.
Am Ende des Bürgerkriegs hatte die Landebahn eine Länge von 850 Metern und war unbefestigt. In den späten 1940er Jahren wurde der Aeródromo de San Luis sporadisch von einigen Flugzeugen der Militärbasis von San Juan de Mallorca genutzt und diente hauptsächlich als Ausweichflugplatz für Maschinen, die über See beschädigt worden waren oder durch technische Probleme gezwungen waren zwischenzulanden.
Im Juli 1949 wurde durch Erlass des spanischen Verteidigungsministers der Flughafen erweitert, die Landebahn befestigt und für die Zivilluftfahrt freigegeben. Im August desselben Jahres eröffnete das Luftfahrtunternehmen Aviaco den ersten Linienverkehr Barcelona – Mahon mit einer Bristol 170. In den Jahren 1959 und 1961 wurden Abfertigungsgebäude errichtet und die Start-und-Lande-Bahn auf 1850 Meter erweitert, da die Fluggesellschaft Aviaco nun Maschinen vom Typ Douglas DC-4 einsetzte.

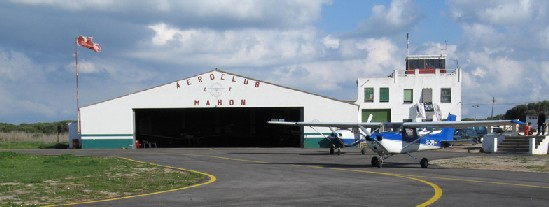
Hangar des Aeroclub auf dem Flugplatz San Luis

1965 wurde der offizielle Name in Flughafen Mahón geändert. Durch die Zunahme des Tourismus auf der Insel Menorca und somit auch des Luftverkehrs war absehbar, dass der bestehende Flughafen den anfallenden Verkehr spätestens ab 1968 nicht mehr würde bewältigen können. Darum wurde von den örtlichen Behörden beschlossen, einen neuen Flughafen zu errichten. Nach vierjähriger Planung begann der Bau des neuen Flughafens 1967 rund 3 km westlich des alten Standorts. Nach der Einweihung und Inbetriebnahme des neuen Flughafens wurden ab März 1969 die internationalen Flüge zum heutigen Flughafen der Insel umgeleitet und der alte Flugplatz Aeròdrom de Sant Lluís an den privaten Flugsportclub Real Aeroclub de Maó übergeben, der verantwortlich für die Erhaltung und Pflege der Einrichtungen und den Betrieb ist und auch die heutige Fliegerschule betreibt. Der Fliegerclub wurde bereits 1965 unter dem Namen Aeroclub de Sant Lluís gegründet und bei der Übernahme des Geländes in Real Aeroclub de Maó (kastilische Schreibweise: Real Aeroclub de Mahón) geändert.

## Zwischenfälle
In der Geschichte des Flugplatzes kam es zu drei Totalschäden von Flugzeugen. Darunter war auch ein Zwischenfall mit Todesfolge. Vollständige Liste:
- Am 4. Februar 1946 verunglückte eine Amiot AAC.1 (Junkers Ju 52) der Air France (Luftfahrzeugkennzeichen F-BAKO) am Flugplatz San Luis (Menorca) nach einem Triebwerksausfall. Die Maschine befand sich auf einem Flug von Marseille nach Algier mit Zwischenlandung auf Menorca. Alle 19 Insassen, drei Besatzungsmitglieder und 16 Passagiere, überlebten den Unfall. Das Flugzeug wurde irreparabel beschädigt.[5]

- Am 24. November 1949 überrollte eine Bristol 170 Freighter Mk.21E der spanischen Fluggesellschaft Aviaco (EC-ADK) das Landebahnende auf dem Flughafen Mahon-Menorca (San Luis) und wurde irreparabel beschädigt. Alle 26 Insassen, 22 Passagiere und 4 Besatzungsmitglieder überlebten.[6]

- Am 13. März 1959 ging eine Bristol 170 Freighter Mk.21E der Aviaco (EC-ADH) im Endanflug auf den Flughafen Mahon-Menorca (San Luis) in etwa 120 Meter Höhe in eine scharfe Rechtskurve über und dann zu Boden, möglicherweise ausgelöst durch eine starke Windbö. Einer der Passagiere kam ums Leben, die anderen 17 Insassen, 14 Passagiere und 3 Besatzungsmitglieder überlebten (siehe auch Flugunfall der Aviaco auf Menorca 1959).[7][8]

## Sonstiges
Im alten Abfertigungsgebäude aus der Gründerzeit befinden sich heute eine Bar, ein Restaurant und Besprechungsräume mit angrenzender Besucherterrasse. Auf dem Gelände befinden sich neben dem eigentlichen Flugplatz noch eine Trabrennbahn für den Pferdesport und eine Kartbahn. 2006 wurde eine kleine Asphaltpiste für Modellflugzeuge gebaut.

### Formel 1
Die Formel-1-Teams wie Ferrari, Renault, McLaren und auch Toyota nutzen die Landebahn während der Vorsaison zu Testfahrten und Prüfung der Aerodynamik ihrer Rennboliden. Die Bahnlänge von 1850 Metern, der Asphaltbelag, die Wetterbedingungen sowie die Nähe zum Flughafen Menorca werden von den Teamchefs der Formel 1 als ideal angesehen. Aufgrund der hohen Lärmbelastung gibt es zudem nur wenige Orte in Europa, die für diese Art Test freigegeben sind. In dieser Zeit wird der Flugplatz für den Flugbetrieb geschlossen und an die Teams vermietet und ist auch für Besucher nicht zugänglich.

## Weblink
- Internetseite des Flugplatz-Betreibers (spanisch)